# Homberg (Efze)
Homberg is een gemeente en plaats aan de Efze in de Duitse deelstaat Hessen. Het is de Kreisstadt van de Schwalm-Eder-Kreis. De stad telt 13.926 inwoners. De plaats moet niet verward worden met de gelijknamige plaats die eveneens in Hessen gelegen is, maar aan de rivier Ohm.

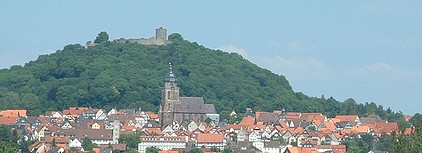
Homberg
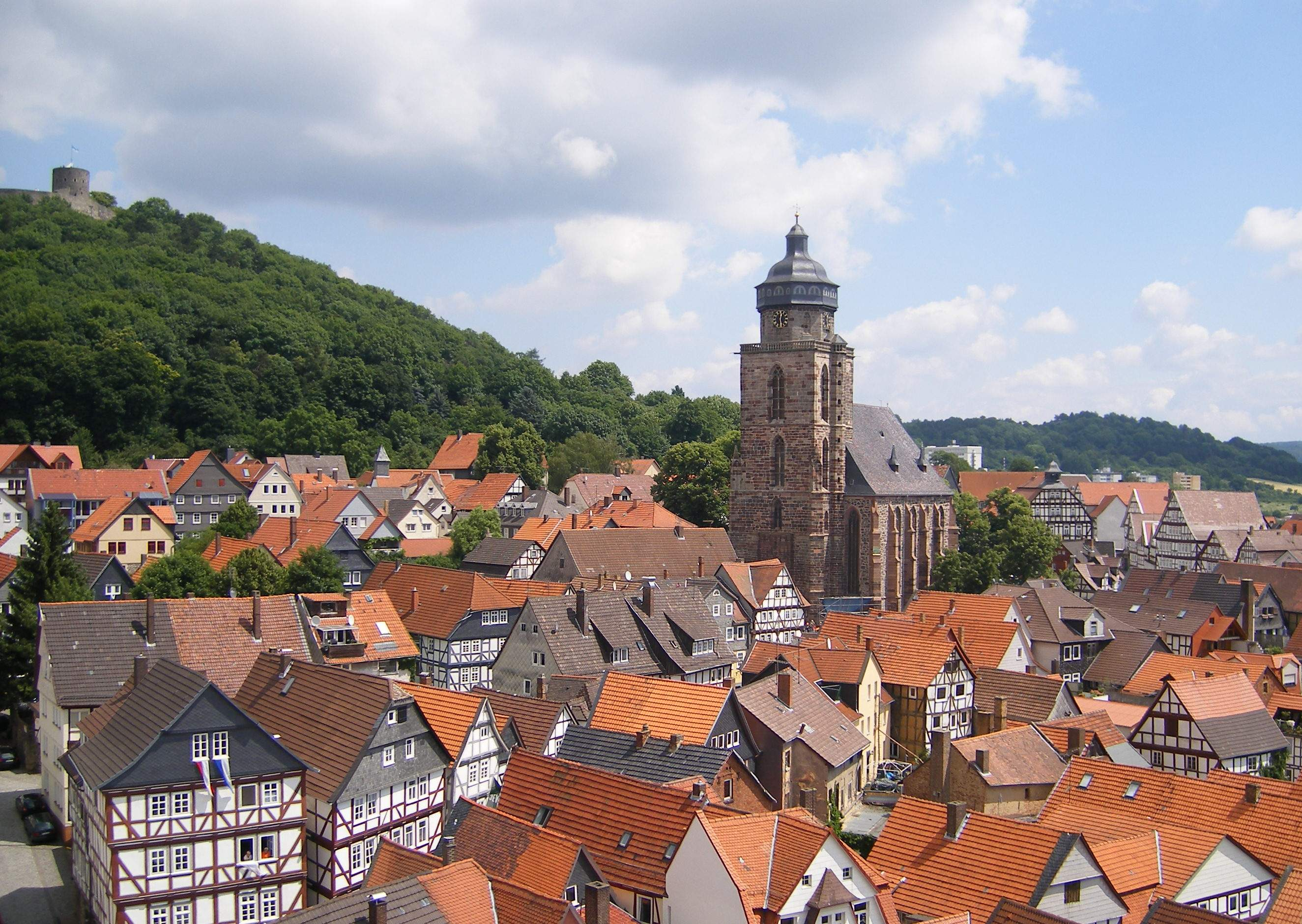
Homberg
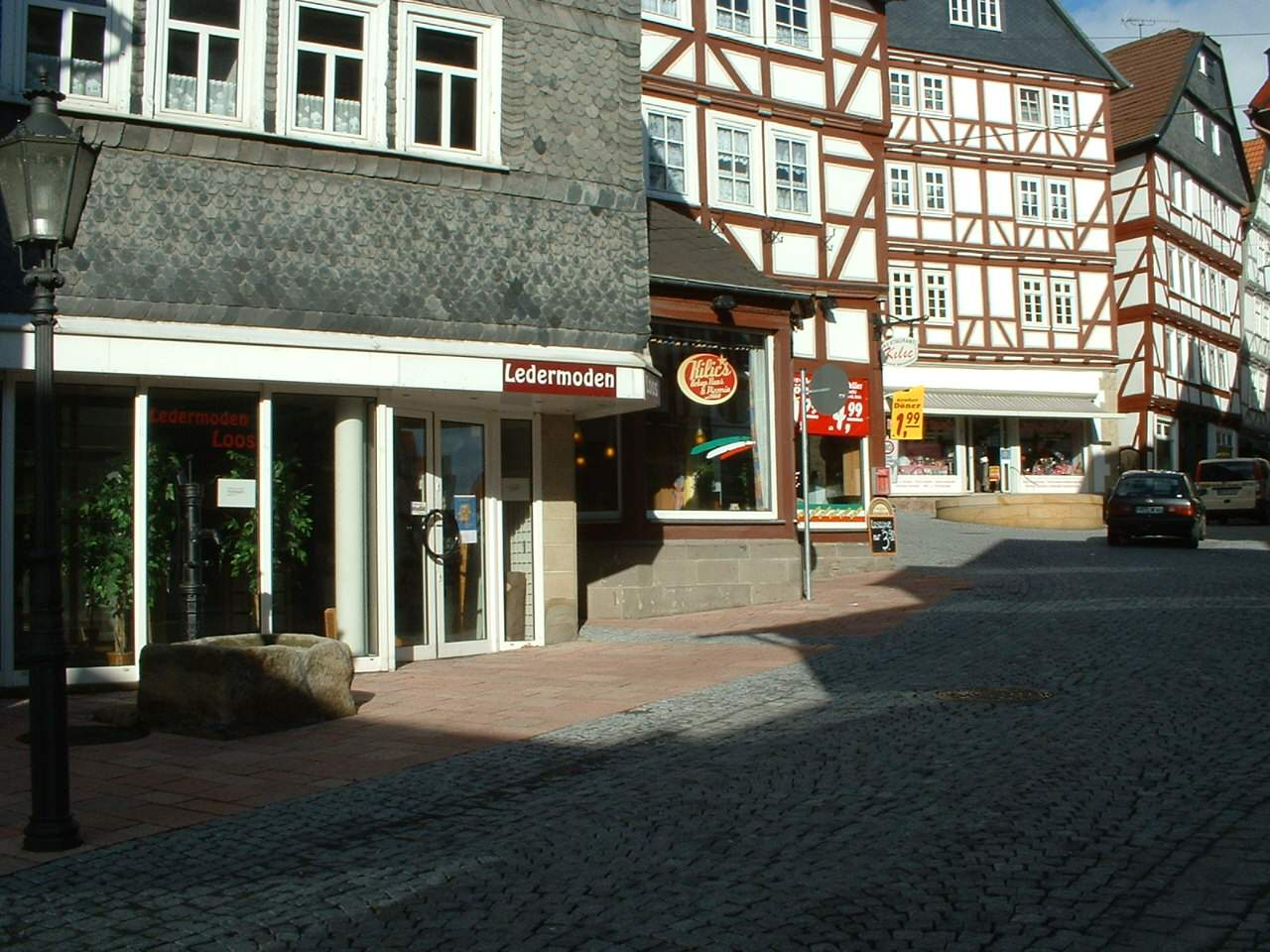
Straat in Homberg
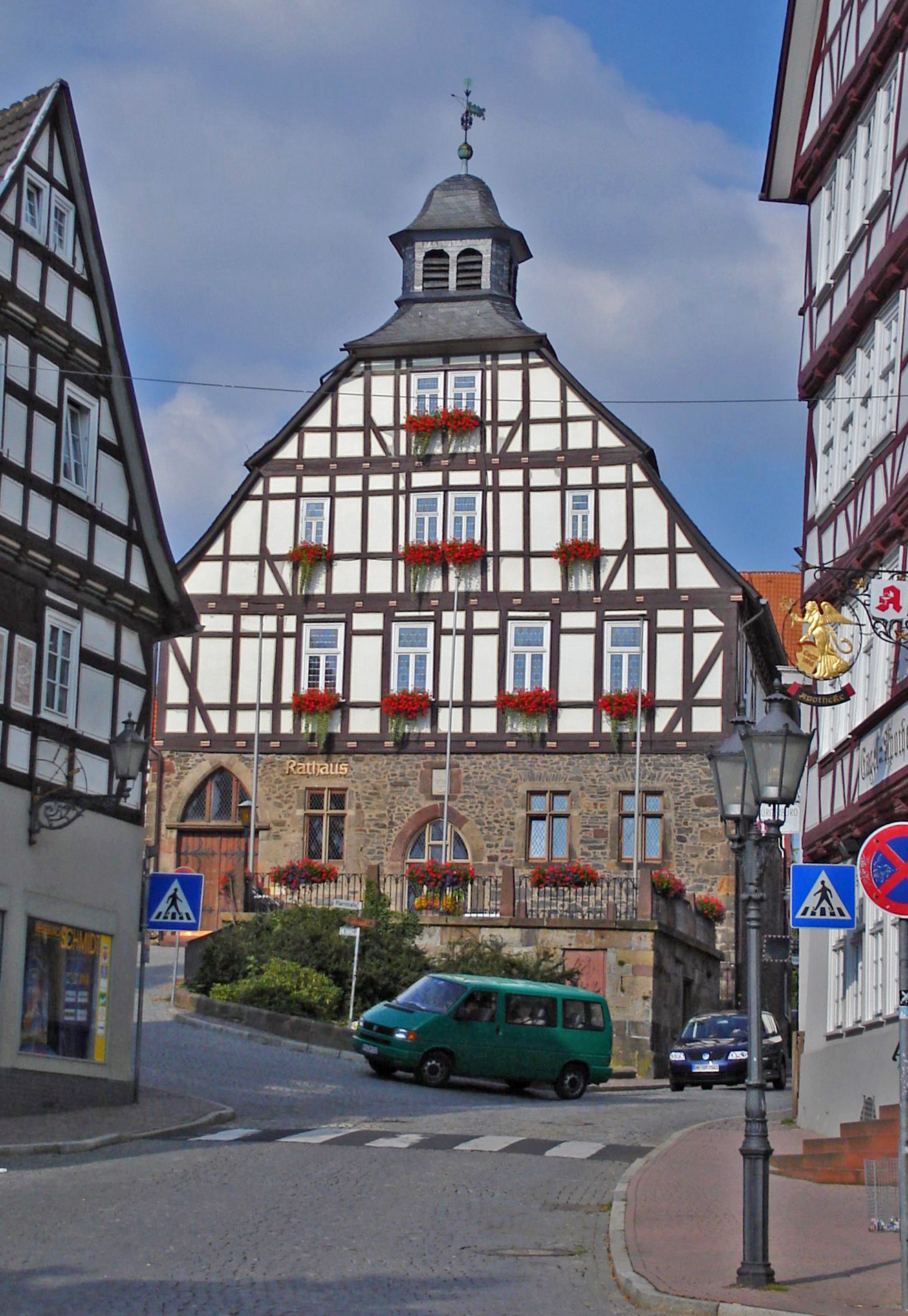
Raadhuis
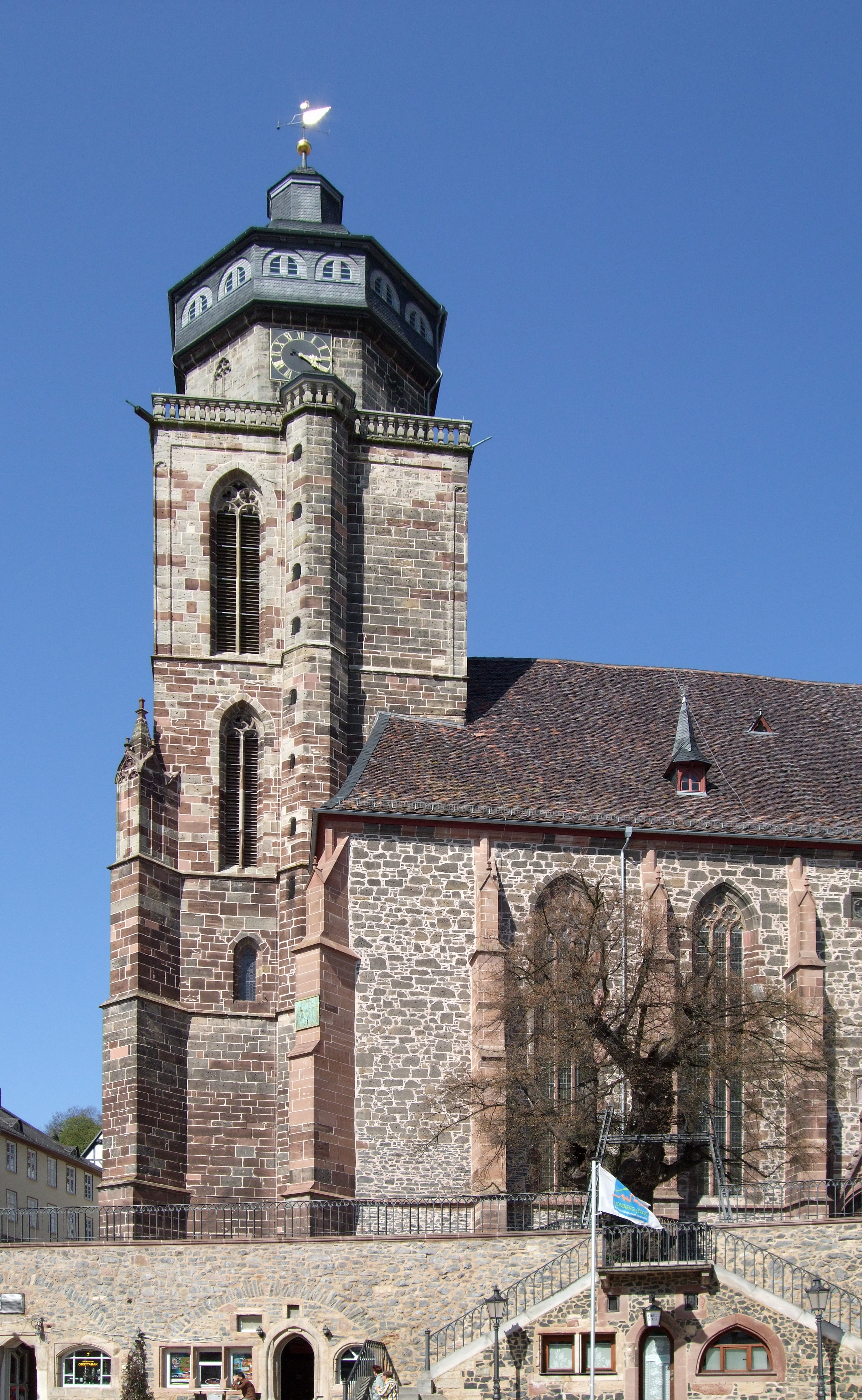
Stadskerk van St Maria, Homberg

## Geografie
Homberg heeft een oppervlakte van 99,99 km² en ligt in het centrum van Duitsland, iets ten westen van het geografisch middelpunt. De plaats wordt doorkruist door de Efze, een zijrivier van de Schwalm.

## Beroemde Hombergers
- Hans Staden

Bad Zwesten · Borken · Edermünde · Felsberg · Frielendorf · Fritzlar · Gilserberg · Gudensberg · Guxhagen · Homberg · Jesberg · Knüllwald · Körle · Malsfeld · Melsungen · Morschen · Neuental · Neukirchen · Niedenstein · Oberaula · Ottrau · Schrecksbach · Schwalmstadt · Schwarzenborn · Spangenberg · Wabern · Willingshausen